# Merritt Butrick
Merritt R. Butrick (3. září 1959 Gainesville, Florida – 17. března 1989 Los Angeles, Kalifornie) byl americký herec. Na televizní obrazovce debutoval v roce 1981, tehdy hostoval např. v seriálech Poldové z Hill Street a CHiPs. O rok později obdržel větší roli doktora Davida Marcuse, syna admirála Jamese Kirka, ve sci-fi filmu Star Trek II: Khanův hněv, na který v roce 1984 navazoval snímek Star Trek III: Pátrání po Spockovi. V 80. letech 20. století hrál také například v seriálu Square Pegs či filmech Zapped!, Vedoucí místo, Nesmělí lidé a Hrůzná noc 2. V roce 1988 se opětovně objevil ve Star Treku, konkrétně jako T'Jon v epizodě „Symbióza“ seriálu Star Trek: Nová generace.
Zemřel v roce 1989 v 29 letech na komplikace spojené s AIDS.